# Howey Motor Car Company
Howey Motor Car Company war ein US-amerikanischer Hersteller von Automobilen.

## Unternehmensgeschichte
Das Unternehmen wurde 1907 in Kansas City in Missouri gegründet. Es stellte von 1907 bis 1908 Automobile her. Der Markenname lautete Howey. Ungewöhnlich war der Verzicht auf Zwischenhändler.

## Fahrzeuge
Im Angebot standen Highwheeler. Ein Zweizylindermotor mit 10 PS Leistung trieb über zwei Ketten die Hinterachse an. Der Aufbau war offen. Gelenkt wurde mit einem Lenkhebel. Die Reifen waren Vollgummireifen. Der Neupreis betrug 600 US-Dollar ab Werk.